# Compensatie (schaken)
In het schaakspel spreken we van compensatie als een speler een (doorgaans materieel) nadeel incasseert, waar een andersoortig (vaak positioneel) voordeel tegenover staat. 
De term verwijst naar een voordeel op middellange termijn; bij een voordeel op korte termijn wordt gesproken van initiatief of aanval. (Men kan in zekere mate het spel bepalen, respectievelijk kan de vijandelijke stelling rechtstreeks aanvallen).
De compensatie kan vele vormen aannemen, zoals:
- betere pionstructuur, die belangrijk is omdat de pionnen betrekkelijk moeilijk bewegen, en dus al spoedig een structuur vormen die niet zomaar te veranderen is;
- het loperpaar, wat wil zeggen dat één speler de beide lopers nog heeft en de andere speler niet; in bepaalde stellingen kunnen twee lopers uitstekend samenwerken, vooral tegen twee paarden is dat vaak het geval;
- betere activiteit of betere ontwikkeling van stukken;
- kwetsbaarheid van de vijandelijke koning, door verlies van een pion, doordat de rokade niet meer beschikbaar is om de koning in veiligheid te brengen of doordat de koningspionnen foutief zijn opgespeeld;
- een vrijpion, die, ongehinderd door vijandelijke pionnen, vaak beslissend wordt in het eindspel;
- een verbonden vrijpion of een gedekte vrijpion: is nog krachtiger, aangezien hij door een andere pion of een stuk wordt beschermd;
- beheersing van cruciale velden, diagonalen, lijnen en rijen.